# Musée des icônes sur verre de Sibiel
 (avril 2013).
Si vous disposez d'ouvrages ou d'articles de référence ou si vous connaissez des sites web de qualité traitant du thème abordé ici, merci de compléter l'article en donnant les références utiles à sa vérifiabilité et en les liant à la section « Notes et références ».

Le musée des icônes sur verre de Sibiel ou musée du Père Zosim Oancea est l'un des plus grands musées de Roumanie consacrés aux icônes sur verre.

## Origine du musée
Le musée a été fondé en 1969 grâce aux efforts du Père Zosim Oancea, de diverses institutions et du soutien de la communauté des villageois de Sibiel.
Arrivé dans le village en 1964, après 15 ans de prison et de camp de travail, le père Sozim Oancea entreprit de faire rénover l'église orthodoxe de la Sainte Trinité de Sibiel.
Peu après, le père convainquit les villageois de donner leurs icônes au musée. Il reçut plus de 150 œuvres qu'il exposa dans une annexe tout juste rénovée de l'église.
À l'heure actuelle le musée possède plus de 600 œuvres.

## La valorisation d'une technique presque disparue
La peinture sur verre fut introduite par les Autrichiens, à partir de 1699 (annexion de la Transylvanie par les Habsbourg à l'occasion du traité de Karlowitz) et elle connut un grand succès dès le départ grâce au miracle de Nicula (15 février 1694), miracle qui aurait vu une icône de la Vierge pleurer pendant 26 jours.
La technique de peinture sur verre s'est éteinte entre les deux guerres mondiales.
L'un des grands intérêts de cette peinture est qu'elle est populaire, c'est-à-dire faite par des gens du peuple, souvent anonymes.